# Prades (Tarragona)
Prades ist eine Gemeinde im Süden Kataloniens mit 665 Einwohnern (Stand: 2024) und liegt in der Provinz Tarragona und der Comarca Baix Camp. 

## Lage
Prades liegt etwa 30 Kilometer nordwestlich vom Stadtzentrum von Tarragona in einer Höhe von ca. 950 m.

## Bevölkerungsentwicklung
| Jahr      | 1970 | 1981 | 1991 | 2001 | 2011 | 2021 |
| Einwohner | 585  | 547  | 530  | 565  | 662  | 602  |

## Sehenswürdigkeiten

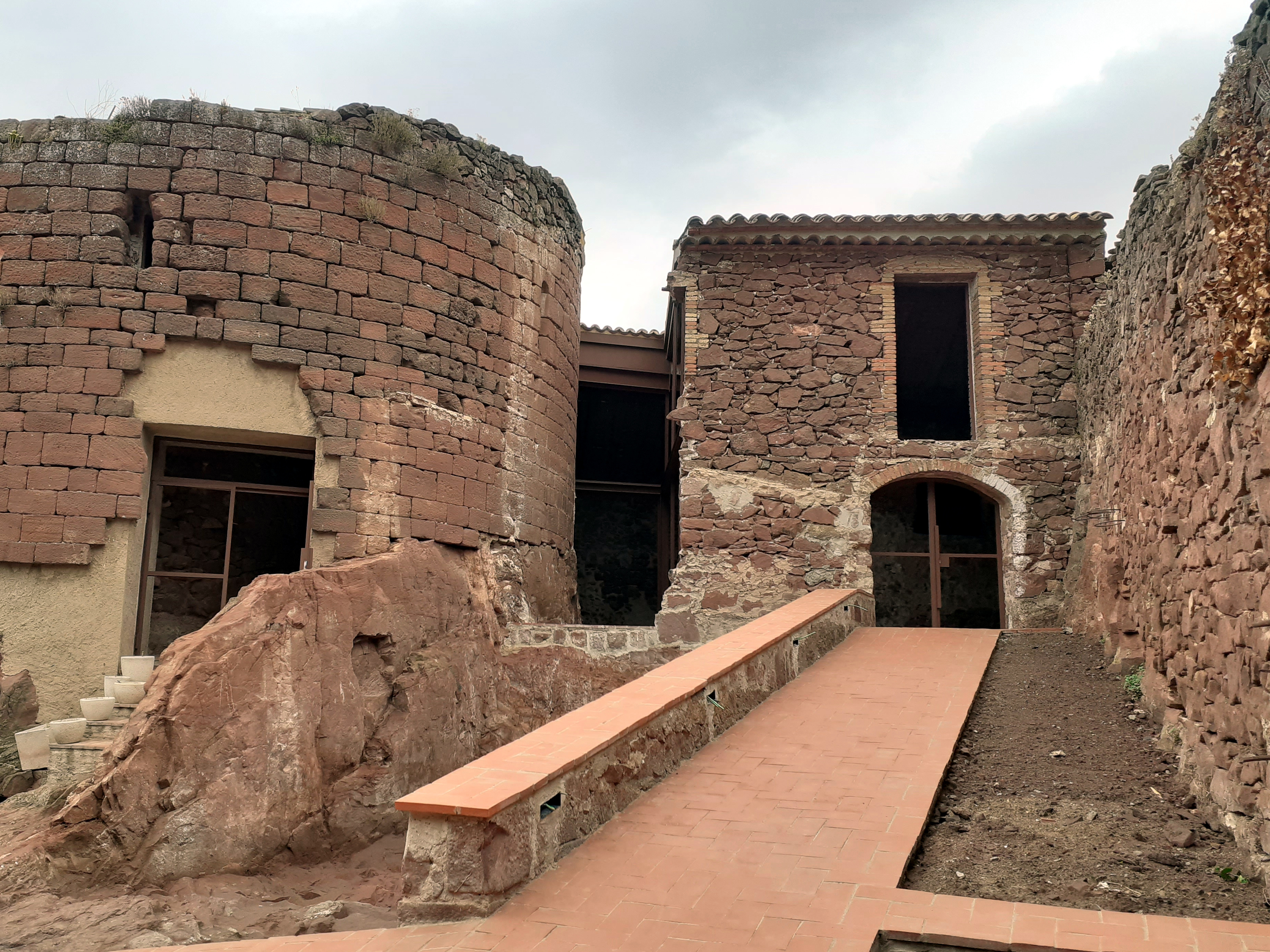
Burgruine
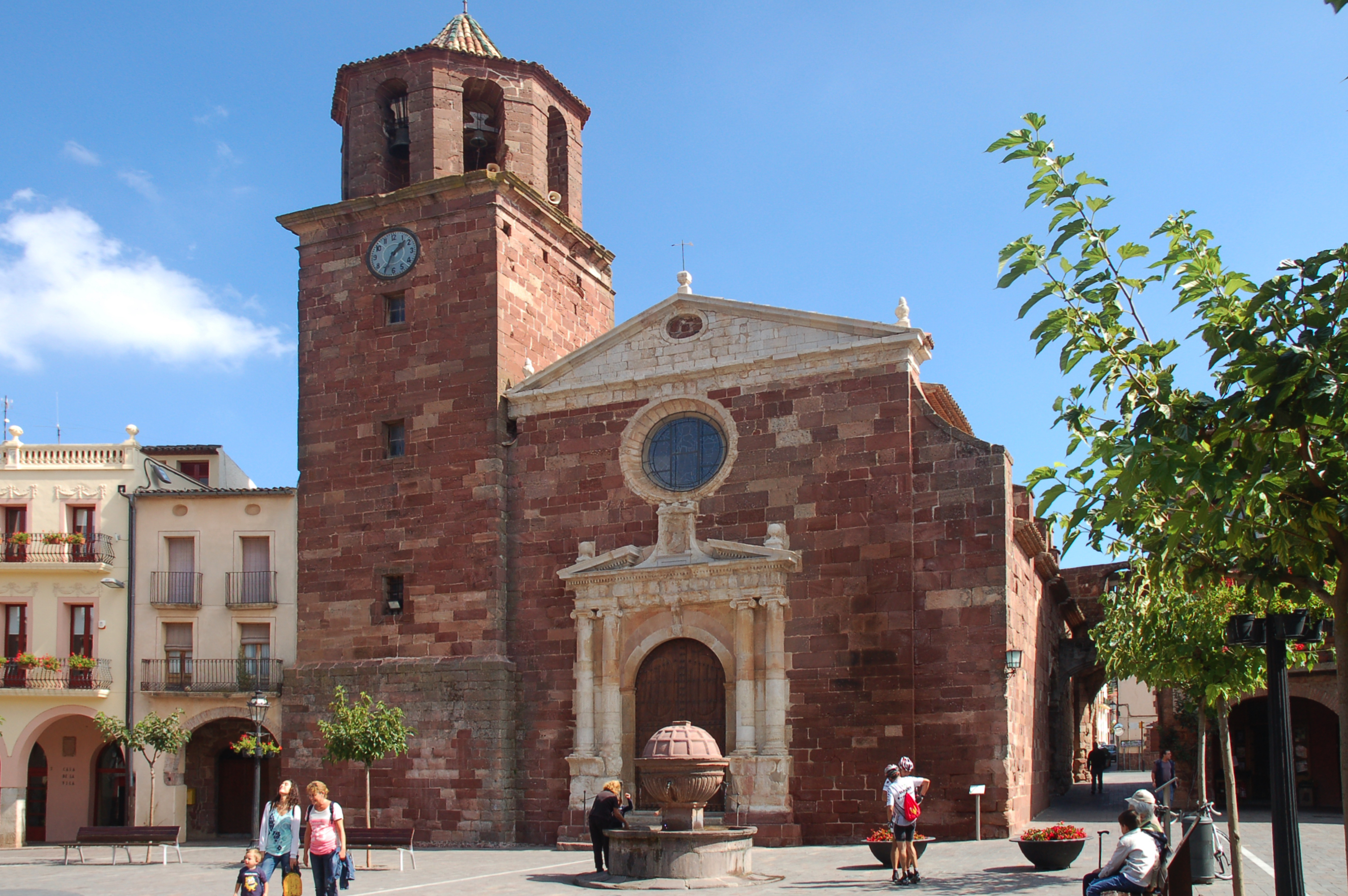
Marienkirche
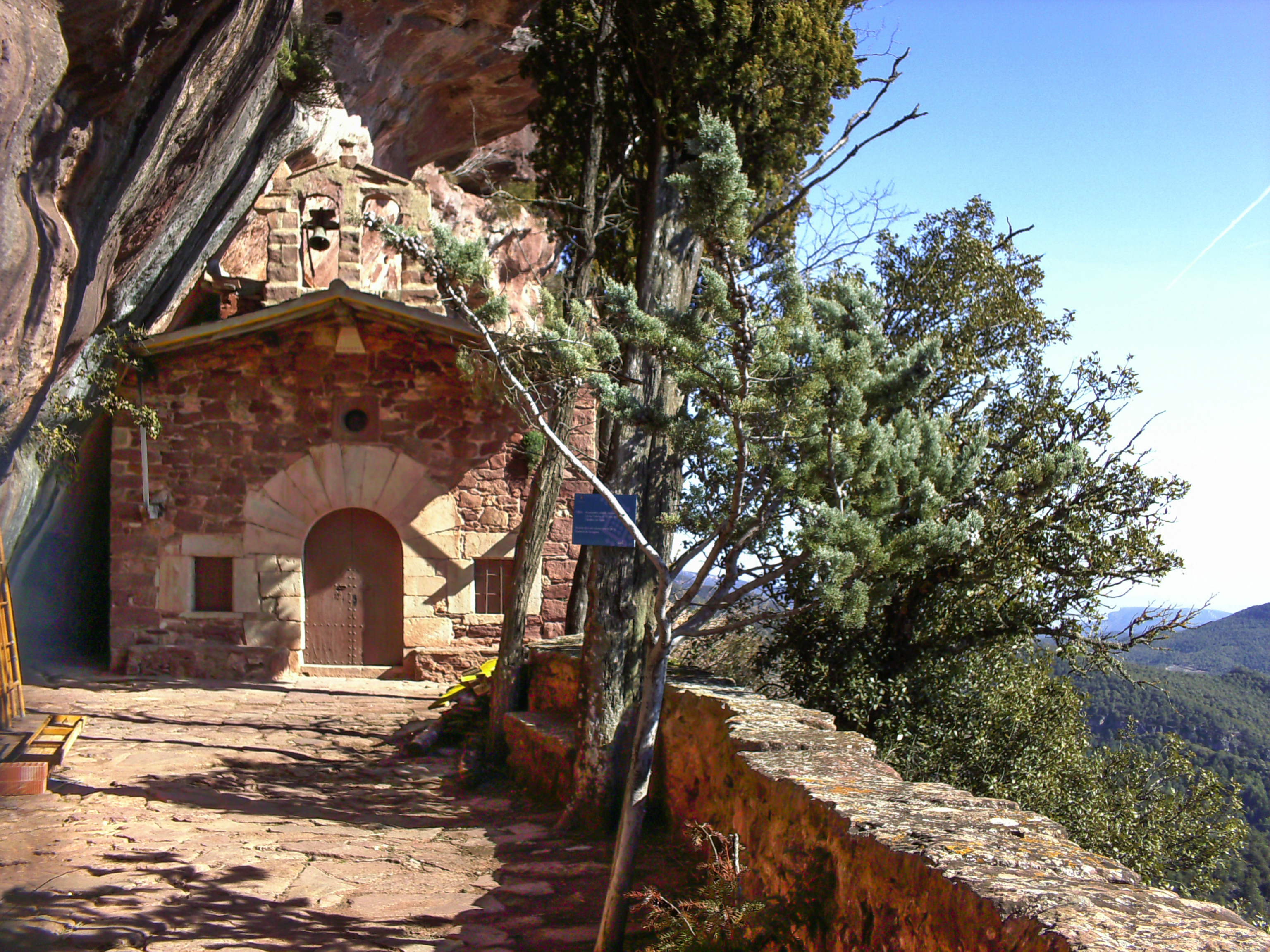
Marienkapelle

- Marienkapelle von Abellera
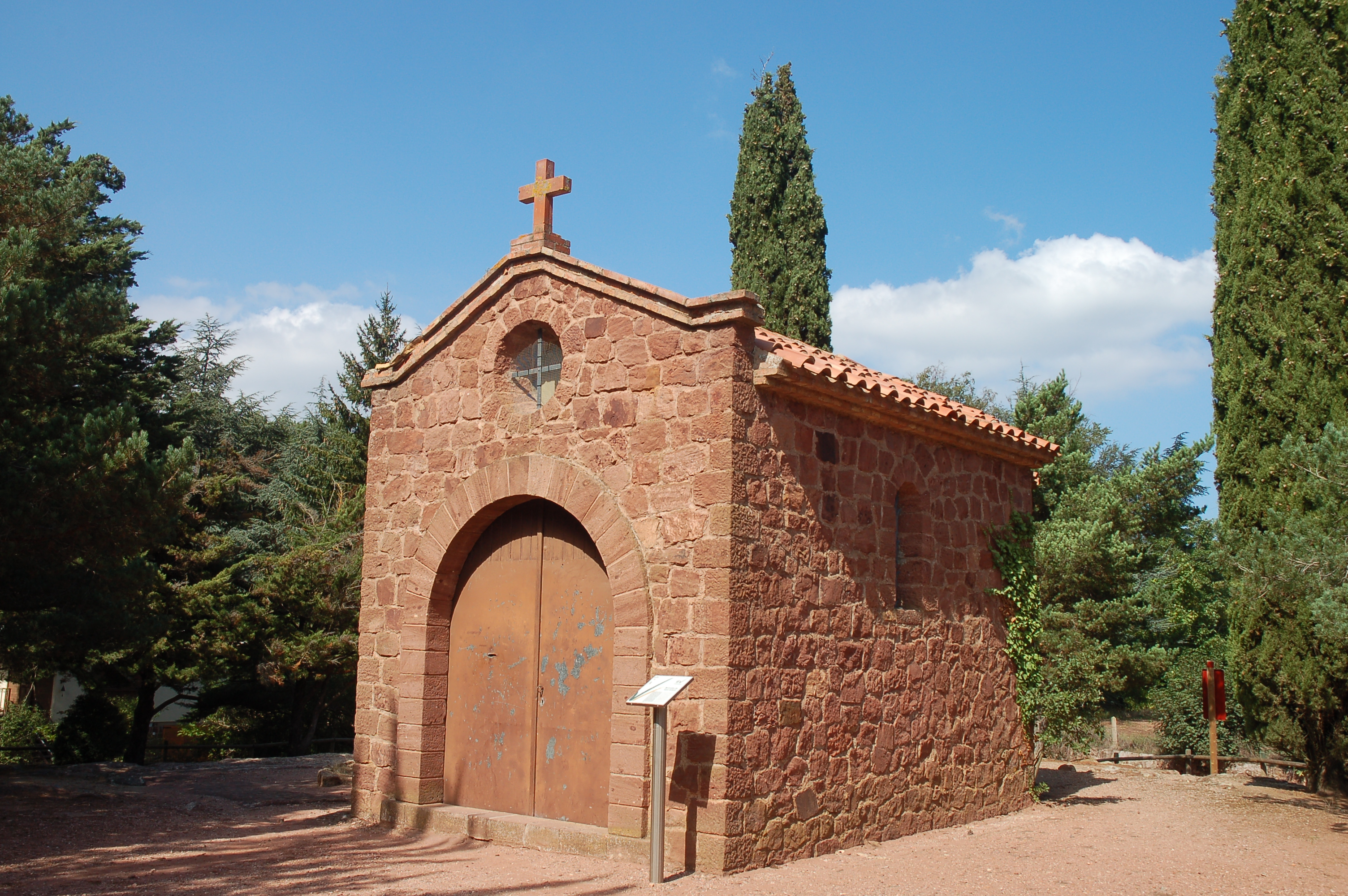
Antoniuskapelle
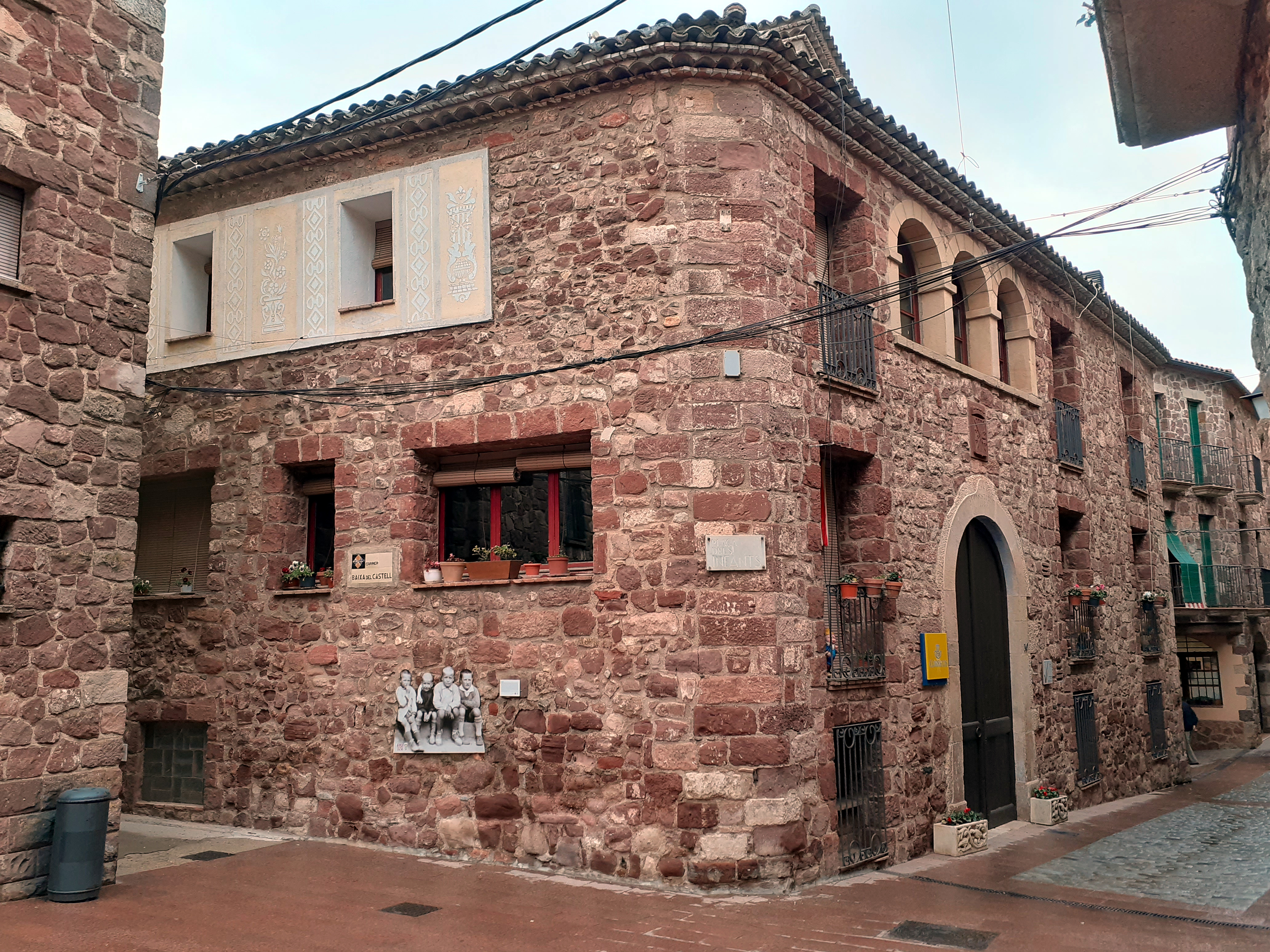
altes und neues Rathaus
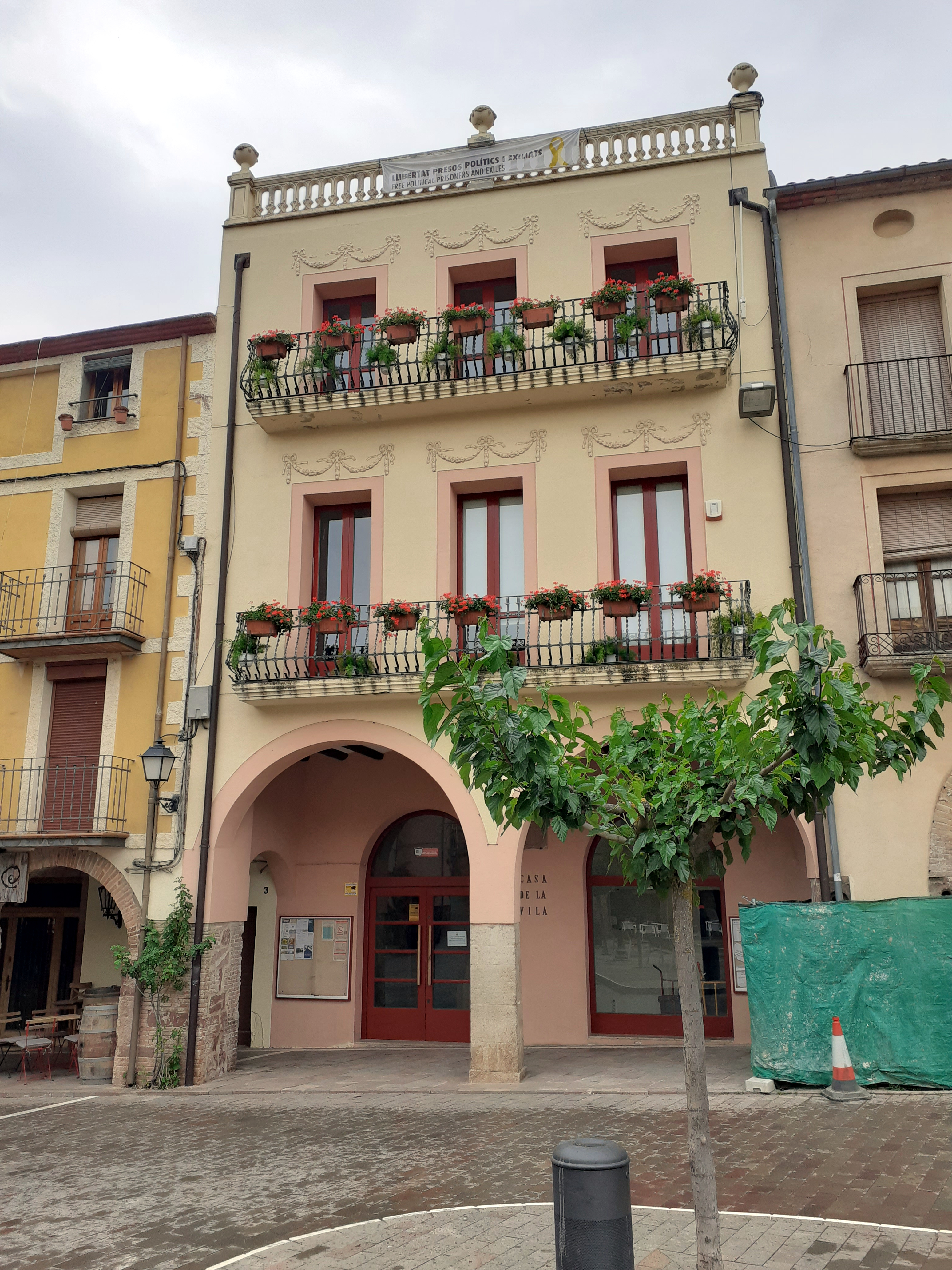
Neues Rathaus

- Burgruine
- Marienkirche
- Marienkapelle
- Antoniuskapelle
- Altes Rathaus
- Neues Rathaus